# Seis días de Quebec
Los Seis días de Quebec fue una carrera de ciclismo en pista, de la modalidad de seis días, que se corrió en Ciudad de Quebec (Canadá). Su primera edición data de 1964 y duró hasta 1966, disputándose tres ediciones.

## Palmarés
| Año  | Ganadores                           | Segundos                          | Terceros                        |
| ---- | ----------------------------------- | --------------------------------- | ------------------------------- |
| 1964 | Emile Severeyns Lucien Gillen       | Mino De Rossi Ferdinando Terruzzi | Roger Gaignard André Retrain    |
| 1965 | Emile Severeyns Rik Van Steenbergen | Lucien Gillen Robert Lelangue     | Fritz Pfenninger Sigi Renz      |
| 1966 | Fritz Pfenninger Sigi Renz          | Freddy Eugen Leandro Faggin       | Emile Severeyns Robert Lelangue |